# Американский музей естественной истории
Американский музей естественной истории (англ. American Museum of Natural History, сокр. AMNH) расположен в Верхнем Вест-Сайде Манхэттена, в городе Нью-Йорке, США. Музей является самым большим естественнонаучным музеем в мире. Он находится к западу от Центрального парка и по состоянию на 2020 год представляет собой 28 связанных между собой зданий, в которых размещаются 45 постоянных экспозиций, исследовательские лаборатории, планетарий и библиотека. В коллекции музея более 33 миллионов экземпляров растений, животных, окаменелостей, минералов, камней, метеоритов и артефактов, только небольшая часть которых может быть выставлена одновременно.
Музей — частная некоммерческая организация категории 501(c)(3), освобожденная от федерального подоходного налога. Штат постоянных сотрудников и аспирантов составляет более 950 человек.
Ежегодно музей посещают в среднем около пяти миллионов человек. Миссия Американского музея естественной истории: «Узнавать, интерпретировать и распространять знания о культурах народов, естественном мире и вселенной с помощью научных исследований и образования».

## История

### Основание
Идея создания естественнонаучного музея в Нью-Йорке пришла в голову натуралисту Алберту Бикмору в 1861 году. В это время он проходил студенческую практику у профессора Жана Луи Агассиса в только что основанном им Музее сравнительной зоологии при Гарвардском университете. Алберт обратил внимание, что музеи подобного рода в Европе обычно находятся в крупных политических и финансовых центрах, а не в небольших студенческих городках, таких как Кембридж. Как впоследствии вспоминал путешественник, «Нью-Йорк — наш наиболее процветающий город и, следовательно, лучше всего подходит для будущего музея естественной истории для всей нашей страны».
В 1865—1867 годах Бикмор организовал экспедицию на Дальний Восток и в Сибирь, в которой собирал раковины моллюсков и ловил птиц. Этот материал, по мнению натуралиста, мог бы составить основу будущей коллекции музея. На обратном пути Бикмор посетил Лондон, где встретился с сотрудником Британского музея Ричардом Оуэном и познакомился с планами создания музея естествознания в этом городе. Одна из особенностей музея — большой и просторный лекционный зал с расходящимися в разных направлениях коридорами — впоследствии будет спроектирован для аналогичного американского учреждения.
По возвращении в Нью-Йорк в декабре 1867 года Бикмор занялся поиском спонсоров. Он встретился с рядом нью-йоркских бизнесменов и общественных деятелей, которые согласились стать соучредителями музея. Одним из сторонников проекта стал бизнесмен и филантроп Уильям Додж. Он свёл Бикмора с Теодором Рузвельтом, крупным промышленником и отцом будущего президента США, а тот, в свою очередь, порекомендовал пригласить молодого адвоката Джозефа Чоута, способного оформить правовую документацию. Среди учредителей оказались такие крупные фигуры, как финансисты Джон Морган и Моррис Джесуп, а также известный журналист Чарльз Дана. Организационную поддержку проекту оказал будущий губернатор Нью-Йорка и участник президентских выборов Сэмюэл Тилден.
Востребованность музея естествознания в Нью-Йорке стала ещё более очевидной после пожара 1868 года, уничтожившего местный Музей Барнума. К этому времени количество заинтересованных лиц увеличилось до семнадцати человек. Они подписали и отправили комиссарам Центрального парка ходатайство с просьбой о создании учреждения на территории этой зоны отдыха. В январе 1869 года письмо поддержал финансовый управляющий парком Эндрю Грин. Месяц спустя был организован совет попечителей и подготовлен устав будущего музея. Именно в этом уставе впервые было использовано название «Американский музей естественной истории». Как вспоминал Бикмор, он стремился, чтобы название организации отражало его мечту, что музей в конечном итоге станет общенациональным, ведущим учреждением такого рода в стране, подобно Британскому музею в Лондоне.
Несмотря на то, что власть в штате Нью-Йорк в те годы контролировалась коррумпированной верхушкой Демократической партии (Таммани-холла) во главе с «боссом» Уильямом Твидом, получить одобрение Сената на открытие музея удалось достаточно быстро. Уже 6 апреля 1869 года губернатор штата Нью-Йорк Джон Хоффман подписал закон о создании музея — этот день официально считается днём его основания. Согласно утверждённому уставу, строительство и обслуживание площадей вошло в компетенцию городских властей, в то время как сбором и демонстрацией экспонатов должен был заниматься попечительский совет.

### Первые годы
Публичный доступ к экспозициям был открыт 27 апреля 1871 года в здании бывшего Арсенала на восточной окраине Центрального парка. Часть учредителей, как например Уильям Хейнс и Джексон Стюард, были непрофессиональными коллекционерами объектов живой природы и рассматривали музей как продолжение своего хобби. Курс на приобретение разрозненных частных собраний поддержали и два первых президента учреждения — бизнесмены Джон Вульф (1869—1972) и Роберт Стюарт (1872—1881).
В первый год в собрание музея была включена собственная коллекция Бикмора, в которую вошли «заспиртованные моллюски и четыре скелета калана», скелет вымершего маврикийского дронта, книга об окаменелостях Северной Каролины и 4000 морских раковин. Были приобретены коллекции птиц и млекопитающих Даниэля Эллиота и принца Максимилиана Вид-Нойвида. Русский дипломат Роберт Остен-Сакен, увлекавшийся энтомологией, пожертвовал в фонд музея собранную им коллекцию жуков. Вдова Эдуара Верро из Парижа передала в музей большую коллекцию чучел птиц и млекопитающих. Новое учреждение быстро приобрело популярность — только за первые 9 месяцев 1876 года его посетило около 856 тыс. человек — больше, чем Британский музей за весь 1874 год.
С началом работы количество экспонатов росло — попечители приобретали в Европе различные коллекции, в то время как Бикмор сортировал их, раскладывал по витринам и снабжал пояснительными табличками. Залы стремительно заполнялись раритетами, и Музей естественной истории, как и созданный почти одновременно с ним Метрополитен-музей, в совместном обращении призвали законодательный орган штата выделить им землю и построить здания для постоянного размещения коллекций. В ответ на аналогичную петицию 40 тыс. жителей Нью-Йорка власти предоставили для описываемого учреждения прилегающий к Центральному парку участок площадью 16 акров в промежутке между 77-й и 81-й улицами, известный как «Манхэттен-сквер» (англ. Manhattan Square). Во второй половине XIX века эта территория представляла собой пустырь на окраине города, покрытый заболоченными лужами и выступами гнейса. На нём селились сквоттеры и паслись козы.
Величественное пятиэтажное здание музея в неоготическом стиле было спроектировано Калвертом Воксом и Джейкобом Моулдом. По их плану строение длиной 850 футов (260 м) и шириной 650 футов (200 м) должно было иметь четыре замкнутых двора, образованных в результате постройки внутренних галерей в форме равностороннего креста. Центр здания должна была украсить ступенчатая башня наподобие купола Капитолия — так называемый «Зал небес» (англ. Hall of the Heavens). 2 июня 1874 года состоялась торжественная закладка первого камня, в которой принял участие президент США Улисс Грант. К 22 декабря 1877 года, когда новое здание музея открылось для посетителей, была готова только одна из его двенадцати секций, фасадами обращённая во внутренние дворики. Облицованная красно-белым кирпичом, она многим напоминала фабричные постройки, и от дальнейших услуг Вокса и Моулда решили отказаться. Повторное открытие музея состоялось в присутствии следующего после Гранта президента США, Ратерфорда Хейса.
После переезда учреждение столкнулось с серьёзным финансовым кризисом, вызванным комплексом причин. Попечители тратили крупные суммы денег на приобретение коллекций, надеясь окупить их за счёт притока посетителей (например, за рамки бюджета вышло собрание ископаемых беспозвоночных профессора Джеймса Холла). Если красочный, развлекательный Музей Барнума, в котором наряду с подлинными объектами природы демонстрировались шокирующие подделки наподобие Фиджийской русалки, ориентировался на простую публику, то Музей естественной истории привлекал в основном аристократов, хотя и старался заинтересовать научными достижениями широкую аудиторию. Шкафы с моллюсками слабо интересовали обывателя, и посещаемость в новом здании заметно снизилась, достигнув нескольких сотен человек в неделю. В немалой степени снижению популярности способствовало расположение музея, удалённого от оживлённых кварталов города.

### Реформы Морриса Джесупа
Возникшие финансовые трудности чуть не привели музей к банкротству, однако положение спас один из его учредителей, бизнесмен и меценат Моррис Джесуп, управлявший музеем с 1881 по 1908 год. В первые годы работы учреждения он не проявлял интереса к его специфике. Но пообщавшись с кураторами и посетив аналогичные учреждения в Европе, он пришёл к выводу о необходимости не только расширить музей, но и скорректировать его курс, сделать экспонаты более интересными и познавательными.
За время правления Джесупа штат музея увеличился с 12 до 185 человек, количество отделов — с трёх до одиннадцати, площадь экспозиций — с 5 тыс. до 55 тыс. м²; фонд пожертвований превысил 1 млн долларов. С августа 1892 года музей стал работать по воскресеньям, что было удобно для простых трудящихся, имевших только один выходной день в неделю. Были зачислены в постоянный штат такие видные учёные, как Франц Боас, Джоэл Азаф Аллен и Генри Осборн. Началась карьера Барнума Брауна, одного из самых известных «охотников за динозаврами».
В 1894—1908 годах по проекту архитектурного бюро Cady, Berg & See были построены ещё несколько секций музея, в частности выходящий на 77-й улицу фасад в Романском стиле Ричардсона и часть фасада, выходящего на Коламбус-авеню. При Джесупе новые экспонаты стали добавляться не только за счёт их приобретения, но и за счёт собственных и спонсируемых экспедиций. В музее появились первые групповые художественные композиции, представляющие растения и животных в их естественной среде обитания.
- Зал раковин и кораллов, начало XX века
- Модель скелета синего кита, сконструированная Роем Чепменом Эндрюсом в 1907 году[52]
- Выходящий на 77-ю улицу фасад музея, построенный в конце XIX века

### Экспедиции
В период правления Джесупа музей ввёл практику организации и финансирования научных экспедиций. Первым событием такого рода стала экспедиция Даниэля Жиро Эллиота и Дженнесса Ричардсона в Монтану в 1887—1888 годах, где они искали исчезающих бизонов. Начало этнографическим исследованиям положил Карл Люмхольтц, изучавший индейские племена в северной Мексике с начала 1890-х годов. В этой же стране, только на юго-западе, собирал материал Алеш Хрдличка.
С приходом Джоэла Аллена музей активно пополнял коллекции организмов, необходимых не только в демонстрационных, но и в научных целях. Ради этого были собраны образцы животных и растений в Северной Америке и за её пределами: в Бразилии, Эквадоре, Боливии, странах Центральной Америки и Карибского бассейна, Гренландии, на острове Элсмир, в Сибири, Восточной и Юго-Восточной Африке, Китае и Голландской Ост-Индии.
В поисках только что открытого окапи и белого носорога в Бельгийское Конго были отправлены Герберт Лэнг и Джеймс Чапин, в 1909—1915 годах собравшие 49 тонн материала и сделавшие более 9 тыс. снимков местных жителей. Экспедиция Брюстера-Сэнфорда в составе Леонарда К. Сэнфорда и Ролло Бека в 1912—1917 годах собирала морских птиц на побережьях и близлежащих островах Южной Америки, включая Фолкленды. Экспедиция Артура Вернея и Джона Фонторпа в Южную Азию (1922—1923) добавила в коллекцию музея 1275 видов птиц и млекопитающих. Большой след оставили экспедиция Рондона и Рузвельта в Бразилию в 1913—1914 годах (с участием Кандиду Рондона и экс-президента США Теодора Рузвельта) и экспедиция Уитни по южной части Тихого океана (1920—1932).
Музей полностью покрыл расходы молодого Франца Боаса на масштабную научную экспедицию в Северо-Восточную Азию и на северо-западное побережье Северной Америки, призванную проверить теорию древнего переселения народов из Азии в Северную Америку через Берингов пролив. Помимо выполнения этой задачи, исследователи собирали предметы быта, записывали мифы, сказания и обычаи аборигенов с использованием передовых технологий того времени — фотографии и фонографа.
Музей способствовал проведению нескольких полярных исследований. В частности, он профинансировал поиск маршрута к Северному полюсу Роберта Пири, экспедицию Дональда Макмиллана к предполагаемой Земле Крокера и экспедицию Вильялмура Стефанссона и Рудольфа Андерсена к месту проживания так называемых медных эскимосов. Благодаря этим путешествиям фонд музея пополнился образцами арктической фауны, артефактами, а также одним из самых заметных экспонатов музея, крупным метеоритом «Мыс Йорк». Пири передал в дар музею названные им «Morris K. Jesup» сани, на которых он в 1909 году после многолетних попыток наконец достиг Северного полюса.
В 1891 году на волне массового интереса к динозаврам Моррис Джесуп распорядился организовать собственные экспедиции по поиску окаменелостей. Были наняты ряд сотрудников соответствующего профиля, такие как Барнум Браун и Уолтер Грейнджер, занимавшиеся раскопками на северо-западе США и в Канаде. Сенсационные находки из Китая и Монголии привёз Рой Чепмен Эндрюс в сопровождении Грейнджера. Так, в 1923 году в районе Баянзаг впервые удалось найти окаменевшие яйца динозавров по соседству с представителем одного из них, которые учёные приняли за хищника и назвали овираптором («похитителем яиц»). В 1993 году приглашённые в Монголию специалисты музея во главе с Майклом Новачеком нашли ещё две кладки, на одной из которых сидел тот самый «хищник». Учёные пришли к выводу, что и эмбрион, и наседка принадлежат одному и тому же виду. На начальном этапе не имея ни одной окаменелости, благодаря экспедициям музей занял лидирующие позиции в мире по количеству динозавров в фондах.
- Теодор Рузвельт (справа) во время экспедиции в Бразилию (1913—1914)
- Вождь мангбету Данга и его служанки. Экспедиция в Бельгийское Конго, 1909—1915

### Создание диорам мест обитания
Традиционный естественнонаучный музей конца XIX века представлял собой череду тёмных коридоров, заполненных переполненными и пыльными ящиками с образцами. Чтобы привлечь посетителей, музейщики зачастую приукрашивали экспонаты, заменяя части одного животного, например рога, более зрелищными частями другого.
Первые годы работы Американский музей также выставлял отдельно стоящие чучела различных животных. Такая практика не удовлетворяла ни кураторов, ни учёных, ни посетителей; они ожидали увидеть более сложные комбинации. Сотрудники принялись экспериментировать, позаимствовав методы коммерческого экспонирования. Вместо шкафов с образцами появились стеклянные витрины с внутренней подсветкой и раскрашенным задним фоном. В зале североамериканских лесов возле каждого ствола дерева добавили бутафорские листья, возле скамеек посадили пальмы в горшках, над шкафами повесили картины с изображением ископаемых животных и растений. В 1885 году Джесуп побывал в Британском музее, где познакомился с небольшими художественными композициями (так называемыми англ. habitat groups), на которых чучела птиц располагались на изготовленных из воска ветках деревьев. Вернувшись домой, он распорядился создать нечто подобное в Нью-Йорке с использованием местных видов.
В 1887 году таксидермистом Дженессом Ричардсоном и приглашённым из Лондона восковым скульптором Элизабет Могридж были созданы двенадцать композиций гнездящихся птиц, позирующих среди типичных для них ландшафтов. В 1902 году младший куратор отдела млекопитающих и птиц Фрэнк Чепмен представил более масштабное произведение, первую в учреждении «диораму среды обитания» — колонию морских птиц на острове Кобб у берегов Виргинии. Чепмен и его ассистент Джон Роули создали имитацию летающих над песчаным пляжем чаек и крачек, подвесив их на фоне живописной картины берега. Получив одобрение президента музея, Чепмен руководил установкой ещё тридцати трёх подобных композиций, в 1909 году вошедших в новый зал североамериканских птиц.
Большой сдвиг в сторону натурализации экспонатов сделал Карл Эйкли, принятый на работу на должность главного таксидермиста в 1909 году. Именно при Эйкли и благодаря изобретённому им революционному методу выделки животные экспонаты стали выглядеть более естественно, демонстрируя мелкие детали телосложения наподобие складок мышц и выпуклостей вен. Эйкли собирал биоматериал в Африке и работал над созданием диорам зала африканских млекопитающих, который был открыт и назван его именем в 1934 году, уже после смерти мастера.
К концу 1950-х годов в музее было уже около восьми постоянных экспозиций, полностью или почти полностью состоящих из диорам с млекопитающими и птицами; в штате числились такие профессионалы, как таксидермист Роберт Генри Роквелл, художники Джеймс Перри Уилсон и Фрэнсис Ли Жак. Одно время оформлением занимался известный орнитолог и иллюстратор Луис Агассиз Фуэртес. Постепенно интерес к созданию диорам стал уменьшаться, чему способствовали большие расходы на экспедиции, сокращение численности многих видов, внедрение природоохранных законов и появление других доступных форм демонстрации природы, включая телевидение. Одной из последних классических диорам, демонстрирующих природный ландшафт с характерными для него растениями и животными, стало изображение дождевого леса природоохранного комплекса Дзанга-Санга в Центрально-Африканской республике, созданное в 1996 году. В 2003 году были закончены работы по созданию нескольких традиционных композиций в реконструированном зале «Жизнь океана» с использованием чучел из запасников музея. Модели экосистем в этом же зале созданы уже с помощью других принципов.

### Строительство корпусов и развитие интерьеров
Современное расположение выставочных залов и других ключевых помещений музея сформировалось при Генри Фэрфилде Осборне, возглавлявшем музей с 1908 по 1933 годы. Согласно его плану, музей был разделён на так называемые эволюционную (антропология, археология, астрономия) и географическую (зоология, геология, этнография) зоны. При Осборне появились первые экспонаты из научных дисциплин, ранее слабо представленных либо не представленных в коллекции музея вовсе: астрономии, географии и океанологии.
В 1919 году Осборн задумался о создании в музее мемориала Теодора Рузвельта, который в годы своей работы на управленческих должностях в городе и штате поддерживал тесные связи с учреждением. С подачи президента музея легислатура штата инициировала создание мемориала, который был закончен в 1936 году и позднее, в 1967 году, признан памятником архитектуры.
В период с 1922 по 1936 годы велось активное строительство корпусов, предусмотренных изначальным планом прямоугольного сооружения с пересекающимися трансептами: в частности, на городские средства были закончены восточный и южный фасады, одна из трёх секций западного фасада и два из четырёх трансептов, а также здание школьного обслуживания и электростанция во дворах.
Начавшаяся Великая Депрессия заморозила дальнейшее строительство; уже готовый проект Планетария удалось реализовать лишь с помощью банкира Чарльза Хейдена, согласившегося выделить на строительство 150 тыс. долларов при условии, что театр назовут его именем. В течение 60 лет после открытия планетария возводились только сооружения во дворах, пока в 1999 году не были закончены Здание естественных наук C.V. Starr (в котором разместились временные выставки) и Центр Роуз. Наконец, в 2023 году был закончен ещё один корпус, известный как Центр Гилдера.
Фонды музея расширялись как за счёт организованных экспедиций, так и за счёт приобретений или пожертвований. Так, в 1932 году вдова бизнесмена Генри Пейна Уитни приобрела для музея коллекцию птиц Ротшильдов, состоящую из 280 тыс. экземпляров — это приобретение стало самым большим подарком в истории учреждения. Наиболее ранние экспонаты музея представлены в зале приматов, при этом самым старым из ныне действующих экспозиций считается зал Северо-Западного Побережья, открытый в 1896 году и посвящённый коренным народам Аляски, Британской Колумбии и штата Вашингтон.
В 1905 году в музее открылся зал ископаемых рептилий (позднее зал динозавров), в котором впервые в истории этого учреждения был представлен скелет динозавра — апатозавра, обнаруженного в 1898 году в Вайоминге. Благодаря приобретению коллекции Эдварда Копа и собственным изысканиям, коллекция динозавров быстро росла, и экспозиция сначала переехала в более просторное помещение, а в 1939 году разделилась на две части: залы юрского и мелового периодов. Наконец, в 1995 году обе экспозиции реорганизовали, сгруппировав ящеров не по времени жизни, а по родственным связям — в настоящее время это залы ящеротазовых и птицетазовых динозавров.
Космическая тематика была представлена в музее с 1904 года, когда у входа в музей на 77-й улице был поставлен фрагмент метеорита «Мыс Йорк». Открытый в 1935 году проекционный планетарий, позаимствовав технологию у Оскара фон Миллера из Немецкого музея, долгое время не пользовался успехом у зрителей. Ситуация изменилась после того, как организаторы в конце 1940-х готов изменили программу, сместив акцент с работы астрономов на космическое путешествие по мотивам произведения Чесли Боунстелла, что в конечном счёте возбудило у публики интерес к освоению космоса и способствовало продвижению программ NASA. Пик посещаемости пришёлся на 1960-е годы, во времена космической гонки СССР и США. Современный планетарий, основанный на цифровых технологиях, открылся в 2000 году на площадке Центра Роуз.

### Образовательная деятельность
В 1880 году музей организовал бесплатные лекции для учителей нью-йоркских школ. Аудитория этих лекций, которые изначально читал основатель музея Альберт Бикмор, к 1894 году достигла 18 тыс. человек. Профессор не только рассказывал о жизни в разных уголках планеты, но и активно использовал диапозитивы и другие наглядные пособия. Его методы повествования начали копировать другие общественные учреждения, на их основе были разработаны учебные программы по естественным наукам и географии.
В октябре 1900 года в музее открылся новый лекционный зал на 1350 мест, но и он не вмещал всех желающих — слушатели сидели на полу, чтобы послушать учёного. В 1904 году, когда Бикмор начал облегчать свою нагрузку из-за плохого здоровья, музей нанял штат преподавателей и стал проводить лекции для школьников. Учреждение также занялось подготовкой «кабинетов природы» непосредственно в учебных заведениях. В помещениях школ появились чучела и модели организмов, тем самым расширив их доступность для учащихся.
Традиция сотрудничества с государственными школами Нью-Йорка сохранилась до настоящего времени. В частности, музей спонсирует научно-образовательные классы для школьников по программам Lang Science Program и Beyond Elementary Explorations in Science, проводит курсы для преподавателей. В 2006 году на базе музея открылась Высшая школа имени Ричарда Гилдера, в которой реализуются две программы аспирантуры: доктора философии по сравнительной биологии и ординатуры магистра искусств в области преподавания наук о Земле.
Музей управляет Юго-Западной Научной Станцией (англ. Southwestern Research Station), расположенной в местечке Портал в Аризоне. Это биологическая станция предоставляет возможность учёным, преподавателям и студентам принимать участие в полевых исследованиях данного района.

### Проект «Возвращение на землю»
В первой половине XX века музей активно собирал образцы человеческих останков различных этнических групп, которые в частности использовал при изучении расовых теорий, таких как евгеника. По состоянию на октябрь 2023 года, в фондах хранились около 12 тыс. останков, среди которых представители коренных народов Северной Америки, эксгумированные тела чернокожих рабов и невостребованные тела бедных нью-йоркцев, умерших в 1940-е годы. Такое положение вызывало резкую критику, особенно с учётом подписанного в 1990 году Закона о защите и репатриации могил коренных американцев, обязывающего возвращать останки индейцев соответствующим племенам.
Президент музея Шон Декатур в октябре 2023 года заявил, что намерен изъять все имеющиеся останки из всеобщего обозрения и провести ревизию соответствующих хранилищ, изучив происхождение и идентичность каждого имеющегося образца. По состоянию на июль 2024 года, останки 124 коренных американцев из 2,2 тыс. имеющихся в наличии были переданы вождям племён. В декабре 2023 года администрация Джо Байдена выпустила обновление закона, согласно которому возвращению подлежат не только останки коренных американцев, но и произведения их культуры. После этого музей закрыл два из трёх посвящённых индейцам зала до прояснения обстоятельств.

## Мемориал Теодора Рузвельта
Главный вестибюль музея, выходящий на улицу Сентрал-Парк-Уэст и Центральный парк, официально известен как «Нью-Йоркский Мемориал Теодора Рузвельта» (англ. New York State Memorial to Theodore Roosevelt). Идея создания этого мемориала, посвящённого экс-президенту США и при жизни известному натуралисту, была озвучена Генри Осборном в 1919 году. Год спустя легислатура Нью-Йорка создала комиссию, целью которой предусматривалось изучение финансовых затрат штата на строительство такого мемориала.
В 1924 году было выбрано место будущего строения — в ансамбле построек музея, в 1925-м объявлен конкурс архитектурных решений. Победителем конкурса стал архитектор Джон Рассел Поуп, представивший план роскошного сооружения в стиле бозар. Скульптурные композиции были созданы Джеймсом Фрейзером, помимо прочего известным по дизайну пятицентовой монеты с изображением индейца. Изначально предполагалось, что в Центральном парке между мемориалом и входом в Метрополитен-музей проложат так называемый музейный променад, однако этот план так и не был реализован. Краеугольный камень в строительство будущего сооружения 27 октября 1931 года заложил дальний родственник Теодора Рузвельта, на тот момент губернатор штата Франклин Делано Рузвельт. Он же, только уже в должности президента США, присутствовал на торжественном открытии мемориала 19 января 1936 года.
Облицованный гранитом фасад мемориала является перевоплощением античных триумфальных арок, в особенности напоминая Триумфальную арку Константина в Риме. По сторонам от арочного прохода установлены парные ионические колонны, увенчанные фигурами американских первопроходцев и натуралистов XIX века: Дэниеля Буна, Джона Джеймса Одюбона, Уильяма Кларка и Мериуэзера Льюиса. В промежутках между колоннами имеются небольшие портики, обрамляющие окна, над ними барельефы печатей штата Нью-Йорк и города Нью-Йорк. Вход в музей находится в углублении арки, к нему ведут ряд ступеней. На аттике сооружения высечен текст, объясняющий предназначение памятника, чуть ниже — крупным шрифтом слова «Истина», «Знание» и «Видение» — добродетели государственного деятеля, которые можно было бы приобрести после посещения музея. Площадка перед мемориалом огорожена панелями с барельефами американских и африканских животных, созданными скульптором Эдвардом Филдом Сэнфордом-младшим.
В центре площадки перед зданием с октября 1940 по январь 2022 года находилась конная статуя Теодора Рузвельта, по бокам которой и чуть позади от всадника стояли полуобнажённые фигуры индейца и африканца. По мнению искусствоведов, такая композиция демонстрирует доминирующее положение белого человека, несущего цивилизацию в дикие земли, что было в духе идей социального дарвинизма, господствовавших в западном обществе в конце XIX века. Потенциально расистский характер композиции был поднят в 2019 году на музейной выставке «Обращение к статуе» («Addressing the Statue») и позднее на волне антирасистских протестов, последовавших за убийством Джорджа Флойда. После долгих дебатов в январе 2022 года памятник демонтировали с намерением передать её в аренду Президентской библиотеке Теодора Рузвельта в Северной Дакоте.
Внутреннее помещение мемориала, известное как Ротонда Теодора Рузвельта, в настоящее время используется в качестве вестибюля с билетными кассами. Оно представляет собой монументальный зал с коринфскими колоннами и высоким кессонным потолком, а также большими окнами в форме люнет. Западная и восточная стены украшены барельефами с изображением орлов и выгравированными афоризмами Рузвельта, сгруппированными по темам «молодёжь», «мужественность», «государство» и «природа». Северная, южная и отчасти западная стены заполнены панно Уильяма Эндрю Маккея с изображением наиболее значимых достижений Рузвельта: строительства Панамского канала, участия в переговорах по Портсмутскому договору в 1905 году (за которые он первым из американцев получил Нобелевскую премию мира), и экспедиции в Африку в 1909—1910 годах. В центре зала установлена композиция из слепков двух скелетов барозавров и нападающего на них аллозавра, при этом один из барозавров встаёт на дыбы, чтобы защитить своего детёныша от хищника.

## Постоянные экспозиции в корпусах XIX — первой трети XX века

### Современные млекопитающие

#### Зал «Млекопитающие Африки» имени Карла Эйкли
Двухуровневый зал. По периметру помещения представлены 28 диорам, представляющих африканских животных в их естественной среде обитания: от бегемотов, барахтающихся в Ниле, до антилоп гну, пасущихся в Серенгети. Каждая композиция воссоздаёт сцену, которую участники научных экспедиций наблюдали в определённой локации континента в 1920-х и 1930-х годах. Сопровождавшие учёных художники фотографировали либо зарисовывали увиденное, прежде чем с мельчайшими подробностями воспроизвести в стенах музея. Центральным элементом зала является стадо из восьми африканских слонов в характерном тревожном строю: хобот одного из них приподнят, ещё один развёрнут назад, прикрывая тыл. Ещё до своего открытия зал стал образцом для создания аналогичных экспозиций в этом и других естественнонаучных музеях США.
Идея экспозиции принадлежит Карлу Эйкли — таксидермисту, изобретателю, путешественнику, защитнику природы, скульптору и фотографу-натуралисту, который первым задумался о её создании в 1909 году. Ради сбора биоматериала, необходимого для создания выставки, учёный дважды исследовал континент, акцентируя внимание на изучении слонов и горных горилл. В ходе последней экспедиции в 1926 году Эйкли заболел и умер в горах Вирунга на территории Бельгийского Конго, так и не дождавшись осуществления своей мечты. Зал открылся для посетителей 19 мая 1936 года — таким, каким его представлял Эйкли, и был назван его именем.
Помимо двух экспедиций Эйкли в 1921 и 1926 годах, музей организовал ещё ряд коллекторских поездок в Африку, необходимых для заполнения диорам: Африканскую экспедицию Карлайла-Кларка (1928), Абиссинскую экспедицию Сэнфорда-Паттерсона-Лежендра (1928—1929), Африканскую экспедицию Дэвисона (1933) и Африканскую экспедицию Уильяма Д. Кэмпбелла (1936—1937).

#### Зал «Млекопитающие Азии»
В экспозиции представлены двенадцать диорам мест обитания животных из Индии, Мьянмы и Таиланда. Зал открылся 17 ноября 1930 года и, подобно залу африканских млекопитающих по соседству, сосредоточен вокруг слонов, на этот раз азиатских. По периметру помещения можно увидеть положившего лапу на добытого павлина леопарда, раскачивающегося на ветвях дерева гиббона хулока, отбивающегося от стаи диких собак замбара, и других животных.
Материал для выставки был собран в ходе нескольких экспедиций в период с 1916 по 1929 год, возглавляемыми Роем Эндрюсом, Артуром Вернеем и Джоном Фонторпом. В 1950—1951 годах зал был перестроен, при этом композиции остались прежними. В 1998 году чучела амурского тигра и большой панды были перенесены в раздел исчезающих видов в новый зал «Биоразнообразие».

#### Зал «Млекопитающие Северной Америки» имени семьи Бернард
Зал украшают 43 диорамы, демонстрирующих млекопитающих из Канады, США и северной Мексики. Как и в предыдущих залах, каждая композиция демонстрирует отображение реально существующей локации. Часть из них находится на территории национальных парков США: «Денали», «Гранд-Каньон», «Йеллоустоун», «Йосемити», и «Крейтер-Лейк». Другие диорамы отображают парк штата Нью-Йорк «Медвежья гора», озеро Ганфлинт в Миннесоте, столовую гору Девилс-Тауэр в Аризоне, каньон Бокс в мексиканском штате Сонора и остров Элсмир в Канаде. Ответвление экспозиции, демонстрирующее некрупные виды, такие как белка Аберта, северная летяга, ошейниковый пекари, росомаха, норка, куница и барсук, можно увидеть в соседнем небольшом зале «Мелкие млекопитающие».
Зал был открыт 8 апреля 1942 года, инсталляция последних экспонатов завершилась только 12 лет спустя. Для пополнения коллекции зала был отобран материал более чем 25 музейных экспедиций, в том числе экспедиции Джеймса Перри Уилсона в 1938 году в Вайоминг. Зал был обновлён в 1980—х годах и отреставрирован в 2012 году.

#### Зал «Приматы»
В отличие от многих других залов музея, демонстрирующих современные биологические виды, в зале приматов отсутствуют диорамы. Здесь представлены смонтированные скелеты и чучела современных обезьян и пролуобезьян, произошедших от единого предка в промежутке между 60 и 80 млн лет назад. Экспозиция разделена на секции, каждая из которых сконцентрирована на конкретном семействе. Начиная с близкородственной к приматам тупайи, выставка показывает всё более и более совершенных представителей отряда — лемуров, лори, мартышек, и наконец человекообразных обезьян, заканчивая человеком разумным.
Продемонстрированы общие черты и уникальные характеристики видов — например, наличие длинных хвостов или вытянутых цепких рук свидетельствует о специализации жизни на деревьях. Родственная связь с человеком прослеживается по осанке, развитию волосяного покрова и форме кисти руки. Настенная модель показывает эволюцию приматов.
Зал был открыт предположительно в 1904 году и несколько раз перестраивался, современное оформление закончено в 1964 году.

### Современные птицы, рептилии и земноводные

#### Зал «Птицы Северной Америки» имени Леонарда К. Сэнфорда
В экспозиции помещения представлено более 20 диорам, изображающих птиц в их родной среде обитания — в лесу, степи, марше и пустыне.
Некоторые из представленных видов, такие как калифорнийский кондор, находятся на грани исчезновения. Лабрадорская гага, показанная в группе из трёх особей, считается вымершим видом. В оформлении зала принял участие художник Луис Агассиз Фуэртес — в частности, он изобразил на панно колонию фламинго на стене в дальнем углу помещения.
Именно в этом зале, который открылся в 1902 году, впервые были представлены животные и растения в их естественной среде обитания на реалистично нарисованном фоне. Младший куратор отдела млекопитающих и птиц Фрэнк Чепмен создал первую в учреждении диораму, демонстрирующую водных птиц на песчаном пляже острова Кобб у берегов Виргинии. Внутреннее пространство композиции было украшено настоящими и искусственными растениями. Задний фон представлял собой изогнутое двухмерное полотно, на котором нарисованный пейзаж визуально сливался с трёхмерным изображением на переднем плане, где отдыхали и парили чайки, крачки и другие птицы. Диорама освещалась невидимым для посетителя внутренним освещением. К 1909 году подобных композиций в зале было уже тридцать четыре.
В 1959—1969 годах зал был закрыт на реконструкцию. Часть экспонатов были обновлены, другие заменили более современными. Среди последних появились несколько белоголовых орланов и виргинский филин. В 1974 году коллекция пополнилась композицией американского клювача и двумя пастушковыми журавлями. Зал назван в честь Леонарда К. Сэнфорда, попечителя музея в 1921—1950 годах, филантропа.

#### Зал «Птицы мира»
В зале выставлено 12 диорам, каждая из которых демонстрирует отдельную экосистему с образцами птиц, которые в ней обитают. Влажный тропический лес Нового Света представлен в воспроизведении пейзажа острова Барро-Колорадо в Панаме. Лесные виды европейских птиц можно увидеть в диораме, изображающей национальный парк Нью-Форест на юге Англии. Группа королевских пингвинов и поморников доминирует на диораме Южной Георгии, недалеко от Антарктиды. Андский кондор парит над высокогорными Андами, птица-секретарь и кафрская африканская дрофа осматривают окрестности на восточноафриканских равнинах. На выставке также представлены пейзажи аргентинских памп, тропического леса в долине реки Конго, пустыни Гоби, канадской тундры, Альп, Австралии и Японии.
Изначально под названием «Птицы мира» имелся ввиду другой зал музея, работавший приблизительно в 1900—1946 годах. В нём были представлены отдельные образцы видов, а также учебные экспонаты по естественной истории и биологии пернатых. Нынешняя экспозиция, открытая 11 апреля 1929 года, сначала рассматривалась как дополнение к основной, как «двенадцать больших встроенных ящиков для групп среды обитания». Для получения образцов были организованы ряд экспедиций, в том числе Антарктическая экспедиция Ричарда Бэрда (1928—1930). Первые из ныне представленных диорам, «Птицы Американского тропического леса» и «Птицы Южной Георгии» созданы ко дню открытия зала в 1929 году, последняя — «Птицы Японии» — закончена в 1959 году.

#### Зал «Птицы океана» имени Уитни
Музейное крыло Whitney Memorial Wing, названное в честь Уильяма К. и Гарри Пейна Уитни, и включавшее в себя коллекцию из 750 тыс. птиц, открылось в 1939 году. В 1953 году в этом помещении разместилась экспозиция, на которой демонстрировались птицы с островов Тихого океана. Основу коллекции составил материал, собранный Леонардом С. Сэнфордом и Робертом К. Мерфи в экспедиции Уитни, названной так в честь основного спонсора. Здесь собраны птицы со многих тихоокеанских островов от экватора до ледяных морей, включая Соломоновы Острова, Туамоту, Галапагос, Филиппины и Новую Зеландию.
В 1998—2017 годах в зале экспозиции размещалась платная сезонная выставка «Сад бабочек». В 2023 году в новом здании музея, известном как Центр Ричарда Гилдера, открылся новый круглогодичный виварий бабочек площадью 290 м², и зал «Птицы океана» был восстановлен в прежнем виде.

#### Зал «Рептилии и земноводные»
Экспонаты в зале рептилий и амфибий подробно описывают такие категории этих двух групп позвоночных, как анатомия, самозащита, передвижение, распространение, размножение и питание. Справа от прохода выставлены земноводные, слева — рептилии, они же пресмыкающиеся. Экспонаты варьируются от крошечной кубинской квакши до японской исполинской саламандры, галапагосской черепахи и комодского варана. В одной из композиций изображены три варана, один из которых пожирает дикого кабана, а ещё один своим длинным раздвоенным языком зондирует воздух.
Ещё в год открытия музея — в 1869 году — его попечители приобрели коллекцию немецкого исследователя принца Максимилиана Вид-Нойвида, в которую помимо прочего входили образцы южноамериканских змей и лягушек. Нынешний зал рептилий и земноводных был открыт в июне 1927 года. Первоначальный биоматериал для экспонатов был собран в ходе трёх экспедиций: экспедиции Анжело Хейлприна в Доминиканскую Республику (1922), экспедиции Марша-Дарьена в Панаму (1924) и экспедиции Бердена в Восточную Индию (1926). Группа кожистых черепах была добавлена в 1953 году. В 1969—1977 годах зал был закрыт на реконструкцию.

### Биоразнообразие и окружающая среда

#### Зал «Биоразнообразие» имени Теодора Рузвельта
Открытая в 1998 году, экспозиция посвящена биологическому разнообразию и взаимозависимости всех живых существ, от микроорганизмов до наземных и водных гигантов. Выставка сконцентрирована на обсуждении вопросов, связанных с угрозами для существования экосистем на примере вымирания отдельных видов, а также мерами по их преодолению.
В центре зала диорама площадью около 230 м² погружает посетителей в одну из самых богатых экосистем Земли — африканский дождевой лес природоохранного комплекса Дзанга-Санга, каждый из полумиллиона листьев которого вручную детализирован художниками музея. Проход вдоль композиции, на которой представлены 160 видов флоры и фауны, позволяет не только увидеть, но благодаря спецэффектам услышать и почувствовать запахи лесных обитателей. Видеоролики рассказывают об опасностях, с которыми сталкиваются экосистемы и знакомят с последними достижениями в области исследований биоразнообразия.
Вдоль одной из стен зала представлен так называемый «Спектр жизни» (англ. Spectrum of Life Wall) — ряд подсвеченных стендов с изображением кладограммы около полутора тысяч разнообразных организмов, живших на Земле на протяжении 3,5 млрд лет эволюции. На одной из витрин представлены примеры вымерших либо находящихся под угрозой исчезновения видов, таких как маврикийский дронт и амурский тигр.

#### Зал «Леса Северной Америки»
В зале представлены 10 диорам с изображением лесов континента различных типов — от елово-пихтовой тайги в Онтарио до зарослей гигантских кактусов карнегия в Аризоне. Каждая композиция, состоящая из характерных для данной местности растительности и животных, исследует экологию окружающей среды и подчёркивает взаимосвязь всех изображённых на ней живых существ.
Помимо экосистем, в помещении можно увидеть срез ствола 1400-летней секвойи, на котором отмечены некоторые исторические события — например, коронация Карла Великого в 800 году. Увеличенная в 24 раза модель лесной подстилки демонстрирует огромную многоножку, которая пробирается мимо такого же огромного жёлудя, а также муравья-червоточеца и земляного червя. Увеличенная в 75 раз восковая модель малярийного комара, впервые выставленная в музее в 1917 или 1918 году, напоминает о вспышке малярии, случившейся в Нью-Йорке незадолго до этого.
Экспозиция открылась весной 1958 года. Деревья диорам изготовлены из проволочных каркасов с деревянными опорами, и покрыты настоящей корой. Листья изготовлены из гофрированной бумаги и пропитаны пчелиным воском, затем по отдельности нанизаны на специальную проволоку.

#### Зал «Экология штата Нью-Йорк» имени Феликса Варбурга
Открытая в 1951 году выставка изначально называлась «Мемориальным залом Феликса М. Варбурга по общей экологии» (англ. Warburg Memorial Hall of General Ecology), в честь финансиста и попечителя музея Феликса М. Варбурга. На примере окрестностей небольшого городка Пайн-Плейнс в округе Датчесс к северу от Нью-Йорка она показывала отношения между людьми и окружающей средой, как природа влияет на деятельность человека и как природа изменяется под воздействием деятельности человека. В дальнейшем экспозиция была расширена и в настоящее время представляет обзор разнообразных экосистем штата от возвышенностей хребта Адирондак до песчаных пляжей Лонг-Айленда.
Несколько моделей представляют скрытую жизнь организмов. Так, в одной из них срез почвы демонстрирует бурундука, зимующего на вершине запаса желудей, и жабу, притаившуюся в норе крота. В соседней композиции, демонстрирующей весну, жаба уже в соседнем пруду, гнездо бурундука полно детёнышей, а опустевшую нору заняла оса.

#### Зал «Жизнь океана» имени Ирмы и Пола Мильштейн
В этом двухуровневом помещении площадью 2700 м² представлены более 750 экспонатов, представляющих морскую флору и фауну — от четырёхметровой  китовой акулы до алых многощетинковых червей — рифтии, и крошечных зелёных пузырьковых водорослей.
Верхний уровень зала демонстрирует на стендах разнообразие морских экосистем: мангровый лес, эстуарий, коралловый риф, келповый лес, континентальный шельф, пелагическая зона, океанское дно. На нижнем уровне установлены четырнадцать диорам, изображающих позвоночных животных, чья жизнь так или иначе связана с океаном. Рядом со входом установлены спирали «древа жизни» — схематической модели, показывающей эволюцию морских организмов за последние 1,5 миллиарда лет, от микроскопических организмов до хрящевых и костистых рыб, земноводных и млекопитающих. Помимо экспонатов, на выставке имеются небольшой кинозал, ряд интерактивных моделей и электронных дисплеев.
В центре зала подвешена к потолку модель синего кита длиной 28,7 м и весом 9525 кг. Эта модель, сделанная из стекловолокна и полиуретана на основе выброшенной в 1925 году на берег Южной Америки самки, была установлена в 1969 году в ходе реконструкции помещения. В первое воскресенье же после его открытия музей посетили более 35 тыс. человек, установив дневной рекорд посещаемости. В 2003 году экспонат подкорректировали — исправили выпученные глаза, перекрасили в более естественный цвет и добавили пупок.
Первая экспозиция зала была открыта 2 мая 1933 года. Изначально она состояла из нескольких подвесных моделей и скелетов животных, фресок Джона Бенсона с изображением китобойного промысла, коллекции раковин, а также нескольких диорам с коралловыми рифами, морскими слонами, морскими львами, морскими котиками и ламантинами. В 1933—1934 годах в зале экспонировался самолёт Чарльза Линдберга, первым пересёкшим Атлантический океан на воздушном судне в одиночку.
В 1962—1969 годах была проведена масштабная реконструкция, в ходе которой помещение изменило свой внешний вид. В частности, публике были представлены модель кита в центре и диорама схватки гигантского кальмара с кашалотом. Ещё одна реконструкция проводилась в 2002—2003 годах — были отражены изменения в научных концепциях, восстановлены оригинальные элементы архитектуры Школы изящных искусств, отремонтированы четырнадцать диорам и добавлено ещё восемь. Также к экспонатам были добавлены интерактивные, видео и звуковые элементы. Зал получил имя Ирмы и Пола Мильштейн, основных спонсоров последнего обновления.

### Ископаемые позвоночные
Весь четвёртый этаж музея занимают залы ископаемых животных. В них выставлено около 600 образцов, 85 % из которых реальные, не являющиеся слепками. В музее хранится самая большая в мире коллекция ископаемых позвоночных, при этом большая её часть спрятана в запасниках. В 1973 году во внутреннем дворе музея было построено 11-этажное здание (известно как корпус 3A, или здание Чайлдса Фрика), большая часть которого используется для размещения коллекций отдела палеонтологии позвоночных.

#### Зал «Происхождение позвоночных»
Экспозиция, открытая в июне 1996 года и включающая в себя около 250 экспонатов, исследует эволюционное развитие животных, у которых позвоночник по мере своего совершенствования позволил им не только выжить в водной среде, но и выбраться на сушу.
Одним из наиболее примитивных организмов, представленных на выставке, является сакабамбаспис — ископаемая рыба из класса непарноноздрёвых, у которой развились два костных образования: внутреннее и подкожное, а из жаберных дуг сформировалась хрящевая челюсть. Показаны плакодермы, выделявшиеся тяжёлой бронёй из кожистых пластин на голове и ставшие одной из доминирующих групп в девоне. Здесь же рассматриваются и сравниваются с современными акулами и скатами ископаемые хрящевые рыбы: Cladoselache, Symmoriiformes, Holocephali, Hybodontiformes. Прослеживается эволюция лучепёрых рыб, начиная с акантод и заканчивая современными видами.
Далее экспозиция рассказывает, какие эволюционные изменения позволили животным выйти из водоёмов и стать четвероногими. По данным генетических исследований предками последних считаются двоякодышащие рыбы, однако аналогичные с ними изменения, такие как способность передвигаться по грунту с помощью плавников была также характерна для акантостеги, эустеноптерона и сауриптериса. Первыми земноводными стали темноспондилы с характерным теменным глазом, лепоспондилы и антракозавры. Антракозавры, выделяющиеся наличием водонепроницаемого яйца и иногда называемые рептиломорфами, дали развитие пресмыкающимся.
Наконец, на выставке рассматриваются некоторые группы ископаемых рептилий: ранние черепахи, парейазавры, проколофоны, плакодонты, нотозавры, плезиозавры, ихтиозавры, лепидозавры, трилофозавры, фитозавры, рауизухиды, крокодилоподобные архозавры, птерозавры

#### Зал «Ящеротазовые динозавры»
Зал представляет одну из двух основных групп динозавров — ящеротазовых, произошедших от предка с хватательными передними конечностями. В отличие от птицетазовых, они характеризуются направленными вперёд лобковыми костями таза, как у ящериц. Центральное место на выставке занимают окаменелости двух известных представителей этой группы: плотоядного тираннозавра и травоядного апатозавра.
В зале также выставлены скелеты менее крупных животных: аллозавра, дейнониха, целофизиса, велоцираптора, целурозавра. Посетители могут познакомиться со слепком остатков насиживающей яйца самки овирапторида, обнаруженной в Монголии в 1994 году. Отдельное место занимает так называемая тропа Глен-Роуз (англ. Glen Rose Trackway) — обнаруженные в 1938 году окаменелые следы в русле реки Пэлюкси в Техасе (формация Глен-Роуз), оставленные двумя динозаврами: крупным травоядным, предположительно апатозавром, и более мелким двуногим.
Современная экспозиция была открыта в июне 1995 года, однако её корни уходят в конец XIX — первую треть XX века, когда в результате музейных экспедиций на запад США и в Монголию активно пополнялась его коллекция окаменелостей. Многие экспонаты были обнаружены «охотниками за динозаврами» Барнумом Брауном и Роем Эндрюсом. В коридоре возле входа в зал представлены видеоматериалы и архивные фотографии музея, демонстрирующие работу его палеонтологов, начиная с 1891 года.

#### Зал «Птицетазовые динозавры»
У птицетазовых динозавров лобковые кости таза направлены назад, как у птиц — по мнению учёных, такая адаптация позволяла им поддерживать огромные желудки, в которой переваривалась жёсткая растительность. В этом зале выделяется подлинный скелет стегозавра возрастом 140 млн лет с характерными рядами пластин на спине и большими шипами на конце хвоста, и скелет трёхрогого трицератопса возрастом 65 млн лет. Череп трицератопса повреждён — возможно, хищником.
В зале также можно увидеть остатки двух эдмонтозавров и коритозавра, а также мумию некоего гадрозаврида. Исследуются две эволюционные ветви внутри группы: геназавров, которые определяются развитием вставных рядов зубов, формирующих щёки, и церапод, идентифицируемых по неравномерному покрытию зубной эмали.
Зал был открыт одновременно с залом ящеротазовых в июне 1995 года.

#### Зал «Примитивные млекопитающие»
Открытая в июне 1994 года выставка исследует нижние ветви эволюционного дерева млекопитающих, которая охватывает чуть менее 300 млн лет, и на примере отдельных образцов показывает, как со временем появлялись ключевые характеристики этого класса позвоночных: височное отверстие в черепе, слуховые косточки и плацента.
Самым древним из представленных организмов является диметродон из группы синапсидов, живший в пермском периоде, задолго до появления динозавров. На выставке также можно познакомиться с вымершими представителями глиптодонтов, яйцекладущих, многобугорчатых и триконодонтов.

#### Зал «Высокоразвитые млекопитающие» имени Пола и Ирмы Мильштейн
Выставка высокоразвитых млекопитающих является логическим продолжением находящейся по соседству экспозиции с примитивными представителями класса. Здесь демонстрируются остатки животных, по геологическим меркам вымерших недавно: мамонт, мастодонт, саблезубая кошка смилодон, гигантский наземный ленивец Lestodon, вомбат Phascolonus, большерогий олень, предки современных лошадей Calippus и Neohipparion.
В отдельной витрине рассматривается связь древних копытных с китообразными. Общие признаки продемонстрированы на примере фрагмента черепа эндрюсарха, найденного экспедицией Роя Чепмена Эндрюса во Внутренней Монголии в 1923 году.
Первая музейная экспедиция, положившая начало коллекции ископаемых млекопитающих, была проведена на юго-западе Вайоминга (формация Бриджер) в 1877 году. Музей открыл зал ископаемых млекопитающих в 1895 году ещё до того, как его учёные раскопали хотя бы одного динозавра. Обе современных экспозиции древних млекопитающих — примитивных и высокоразвитых — были открыты одновременно в июне 1994 года.

### Происхождение человека

#### Зал «Происхождение человека» имени Энн и Бернарда Спитцер
Первая постоянная выставка, посвящённая эволюции человека, появилась в музее 1921 году, когда должность президента занимал Генри Осборн, признанный специалист в этой области. Под текущим названием зал открылся 10 февраля 2007 года, сменив ранее существовавшую экспозицию под названием «Биология человека» (1961—2006).
Экспозиция демонстрирует научные достижения в области палеонтологии и генетики, связанных с эволюцией рода Homo и его предков. Часть выставки представляет более 200 полноразмерных слепков ключевых археологических находок, включая «Люси» и «Мальчика из Турканы». Здесь же в диорамах воспроизведены четыре сцены, которые по мнению учёных отображают типичный облик и образ жизни людей доисторических эпох: человека работающего, человека прямоходящего, неандертальца и кроманьонца. Другая часть экспозиции рассматривает эволюцию человека через призму молекулярной биологии, здесь наряду со скелетами представлены образцы ДНК современного человека, шимпанзе и неандертальца в пробирках. Электронные интерактивные дисплеи разъясняют сходства и различия между геномами этих видов, объясняют значение митохондриальной ДНК и её мутаций. Наконец, в зале представлены артефакты, демонстрирующие когнитивное развитие человека, в том числе оригинальная гравюра на известняке с изображением лошади, вырезанная около 25 тыс. лет назад на юго-западе Франции. Копия обломка красной охры со следами выгравированных геометрических узоров, найденного в пещере Бломбос в Южной Африке, свидетельствует об творческих способностях человека 75 тыс. лет назад (возраст отложений, в которых был обнаружен фрагмент).
Зал назван в честь Энн и Бернарда Спитцер, меценатов, родителей экс-губернатора Нью-Йорка Элиота Спитцера.

### Этнография народов Северной Америки

#### Зал «Северо-западное побережье»
Зал «Северо-западное побережье» — старейший из ныне действующих, открыт 30 ноября 1896 года (по другим данным, в 1899 году) при содействии антрополога Франца Боаса. Экспозиция исследует этносы, проживающие на Аляске, в Британской Колумбии и штате Вашингтон: хайда, тинклитов, квакиутл, цимшианов, нуксак, салишей побережья, нутка, шусвапов, белла-кула (нухалк) и нлакапамуков. Акцент сделан на духовном и функциональном назначении выставленных предметов, а также на свидетельствах репрессий в отношении культурных традиций этих народов.
Центральное место в экспозиции занимает выдолбленное из цельного бревна боевое каноэ тлинкитов — его в начале 1880 годов приобрёл для музея Исраэл Вуд Пауэлл (Israel Wood Powell), суперинтендант по делам индейцев в Британской Колумбии. Среди других экспонатов резные тотемные столбы с росписью, плетёные изделия, головные уборы с перьями, церемониальные занавески и панели, маски, текстиль, инструменты, рыболовные снасти, музыкальные инструменты.
Часть экспонатов была приобретена музеем в последней четверти XIX века у военных и должностных лиц, по долгу службы связанных с индейцами; другие были собраны самостоятельно в ходе экспедиции Джесупа в 1897—1902 годах. Зал был закрыт на реконструкцию с 2017 по 2022 год, после чего открылся в обновлённом виде.

#### Зал «Индейцы восточных лесов»
Выставка, открытая в мае 1966 года, посвящена традиционным культурам индейцев Северной Америки, до начала XX века жившим к востоку от реки Миссисипи: кри, мохеганам, оджибве, ирокезам, делаварам, семинолам, натчезам, чокто, читимача, пенобскотам, микмакам и другим. На выставке представлены образцы корзин, керамики, металлических украшений, музыкальных инструментов и текстиля. Продемонстрированы методы ведения сельского хозяйства и приготовления пищи, церемониальные практики. Среди экспонатов модель каноэ из бересты индейцев меномини, модели вигвама оджибва и длинного дома ирокезов.
В январе 2024 года зал был временно закрыт, чтобы оценить влияние нового федерального NAGPRA, требующего согласовывать размещение культурных артефактов с общинами коренных народов.

#### Зал «Индейцы равнин»
Экспозиция открылась в феврале 1967 года. Здесь показана жизнь народов Великих равнин, какими они были в середине XIX века: хидатса, сиу, черноногих, манданов, арапахо и кроу. Внешне похожий на соседний зал индейцев восточных лесов, зал занимает небольшую площадь и демонстрирует образцы одежды, оружие, трубки, бусины, иглы дикобраза и другие традиционные предметы быта этих народов. Также представлены экспонаты, посвящённые охоте на бизонов, постройкам, военному делу и церемониям. Один из уникальных экспонатов — найденный в 1926 году недалеко от населённого пункта Фолсом (штат Нью-Мексико) наконечник стрелы, сделанный из кремня — его возраст превышает 10 тыс. лет, что доказывает столь раннее присутствие человека на американском континенте (см. Традиция Фолсом).
Как и описанный выше зал индейцев восточных лесов, этот зал закрыт в январе 2024 года до согласования с представителями коренных народов в связи с новыми федеральными правилами.

### Этнография народов мира

#### Зал «Народы Азии» имени Гарднера Стаута
Экспозиция открыта в октябре 1980 году при содействии известного археолога Уолтера Фейрсервиса, назван в честь президента музея Гарднера Д. Стаута. Является крупнейшим этнографическим залом музея, занимая 1500 м² и демонстрируя около 3 тыс. артефактов. Выставка состоит из двух частей, первая из которых рассказывает о доисторическом развитии региона, возникновении и развитии цивилизаций, начиная с демонстрации слепков черепов неандертальцев и синантропов, ранних орудий труда и копии детской могилы. Экспонаты второй части, посвящённой традиционному укладу, организованы в последовательности двух основных сухопутных маршрутов из Европы в Восточную Азию — северного и южного. Исследуется история и культурное разнообразие народов, а также транс-региональное перемещение людей, товаров, религий и изобретений. Широко представлены одежда, предметы быта и произведения искусства из Индии, Китая, Японии, Кореи, Армении и Сибири.
Среди экспонатов — китайские тыквы-горлянки с нефритовыми крышками, тайский нож для сбора риса, древние евангельские рукописи из Армении, сибирские статуэтки, наборный шрифт из Кореи, изобретённый примерно за 200 лет до Библии Иоганна Гутенберга, а также богато украшенное свадебное кресло китайской невесты. На диорамах изображены традиционная свадьба в сельской индуистской деревне и церемония исцеления шаманом у якутов.
Многие экспонаты выставки, собранные в ходе нескольких экспедиций конца XIX — первой половины XX века, ранее демонстрировались в Зале китайских и сибирских коллекций, функционировавшем в 1911—1963 годах.

#### Зал «Народы Африки»
Зал, открытый 8 июня 1968 года и изначально известный как «Человек в Африке» (англ. Man in Africa Hall), появился благодаря известному антропологу Колину Тернбуллу, нанятому на должность куратора музея несколькими годами ранее. Он посвящён коренным жителям чёрного континента и выставляет на всеобщее обозрение лишь небольшой процент из более чем 45 тыс. африканских артефактов, хранящихся в коллекции музея. Экспозиция разделена на четыре секции по типу окружающей среды: саванны, пустыни, леса и речные долины. Отдельно исследуется Древний Египет.
В экспозиции рассматриваются религиозные, политические, экономические и бытовые аспекты жизни африканцев. По мнению Тернбулла, экспозиция сосредоточена не столько на демонстрации предметов культуры и быта, сколько на образе жизни и мышления, схемах построения общества, организации власти, правосудия, семьи и домашнего хозяйства, технологиях, религиозных убеждениях и традициях. В качестве образца взаимодействия и культурной передачи между разноязычными этническими группами представлена игра манкала. Большое значение придаётся музыке: в экспозиции представлена обширная коллекция музыкальных инструментов и представлены записи, созданные во время экспедиции музея в Конго в 1950—х годах.
Центральными элементами зала являются три диорамы: мужчины народа мбути на охоте в лесу Итури, мужчины и юноши народа покот, берущие кровь у живой коровы на кенийских пастбищах, и берберы в Сахаре, разбирающие свой лагерь на рассвете.

#### Зал «Мексика и Центральная Америка»
На выставке представлены археологические артефакты мезоамериканских доколумбовых культур, датируемые периодом с XIII века до нашей эры до начала XVI века. Здесь можно узнать об искусстве, архитектуре и традициях ольмеков, тольтеков, сапотеков, ацтеков, майя и других древних цивилизаций региона, а также познакомиться с образцами их памятников, статуэток, керамики и ювелирных изделий.
Первая экспозиция зала открылась в 1898 году, затем многократно перестраивалась и меняла своё местоположение. В её основу легли артефакты, добытые в ходе экспедиций Маршалла Сэвилла (1896—1904) и Карла Люмхольтца (1890—1898), а также коллекция герцога Луба. Среди экспонатов — копия гробницы в Монте-Альбане, слепки центральноамериканских стел, миниатюрные модели Чичен-Ицы и Рио-Бека, нефритовая голова ольмеков, каменная резьба майя с изображением воинов, и ацтекский календарь.

#### Зал «Народы Южной Америки»
Постоянно действующая выставка рассказывает об инструментах, технологиях, традициях и искусстве доколумбовых культур континента: инков, моче, чавин, чанкай, паракас и наска, а также даёт представление о современных народах Амазонии. В центре экспозиции — копия гробницы «Правитель Сипана», созданная цивилизацией моче и обнаруженная на северном побережье Перу в 1987 году Уолтером Альвой и Луисом Черро. Здесь же можно увидеть образцы текстиля из кургана Уака-Приета возрастом около 5 тыс. лет — это самые древние, обнаруженные в Новом Свете, фрагменты тканей, при этом демонстрирующие сложную технологию ткачества. Выставленная в зале серебряная статуэтка ламы — редкий сохранившийся до наших дней пример металлообработки инков. Статуэтке около 500 лет, она обнаружена на дне озера Титикака в Боливии. Сркду других значимых экспонатов: керамика и текстиль наска, модель гарпуна и каноэ яганов с Огненной Земли, оружие, церемониальные предметы и изделия из перьев жителей Амазонии.
Первая выставка, посвящённая коренным жителям Южной Америки, открылась в музее в 1904 году; в ней помимо предметов быта и искусства были выставлены трепанированные черепа, перуанские и чилийские мумии. В 1931 году экспозиция обновилась и переместилась на другой этаж, при этом часть выставки под названием "Люди Монтаньи"с культурами Монтаньи, нижней Амазонки и Анд временно демонстрировалась в соседнем помещении. В современном виде зал был открыт в январе 1989 года..

#### Зал «Народы Тихого океана» имени Маргарет Мид
Антрополог Маргарет Мид проработала в музее с 1926 по 1978 год, при этом с 1945 года занимала в нём должность куратора отдела антропологии. Совершив несколько научных экспедиций на Американское Самоа, Папуа — Новую Гвинею и Бали, она стала инициатором разработки нового тихоокеанского зала, который открылся 19 мая 1971 года. В 1976—1984 годах экспозиция была обновлена и названа именем своего создателя.
Выставка поделена на шесть основных культурных областей: Полинезия, Микронезия, Меланезия, Австралия, Индонезия и Филиппины. Один из центральных экспонатов — гипсовый слепок моаи с острова Пасхи, отлитый из формы, полученной во время музейной экспедиции 1934—1935 годов. В зале, помимо прочего, представлены расписные танцевальные маски духов из Новой Ирландии, куклы яванского театра теней, перьевые плащи с Гавайев, доспехи из кокосового волокна с Кирибати, австралийские бумеранги, филиппинский нож боло и новозеландский склад ценностей вождя маори.
В январе 2024 года две выставочные витрины с предметами культуры коренных гавайцев были закрыты в связи с новыми федеральными правилами, требующими от музеев получения согласия племён перед экспозицией культурных ценностей.

### Планета Земля и космос

#### Зал «Метеориты» имени Артура Росса
В этом зале представлено более 130 экспонатов, так или иначе связанных с объектами из космоса. В центре экспозиции — три массивных осколка метеорита «Мыс Йорк», обнаруженные и доставленные из Гренландии полярным исследователем Робертом Пири. Масса самого крупного из них, известного как «Анигито», достигает 30,8 тонн; чтобы удержать столь тяжёлый объект, что под его основанием были вдолблены в грунт три стальные колонны, глубоко под землёй упирающиеся в скальное основание Манхэттена.
В экспозиции представлены образцы лунного грунта, собранные в ходе космических экспедиций Аполлона в 1970-х годах, осколки метеоритов, указывающие на их марсианское происхождение, выделенные из метеорита Альенде микроскопические алмазы возрастом более 5 млрд лет, а также модель аризонского кратера, образованного в результате падения небесного тела около 50 тысяч лет назад. После последней реконструкции зал был открыт в сентябре 2003 года, назван в честь мецената и попечителя музея Артура Росса.

#### Зал «Камни и минералы» имени Эллисон и Роберто Миньоне
Настоящая экспозиция, открытая 12 июня 2021 года, пришла на смену двум постоянным выставкам, функционировавшим в 1976—2017 годах: Мемориальному залу драгоценных камней имени Моргана и Залу минералов имени Гарри Фрэнка Гуггенхайма.
В отличие от предшествующих, действующая экспозиция сконцентрирована на исследовании эволюции горных пород, на том как земные и внеземные процессы, развитие живых организмов и метаморфизм отображаются на разнообразии минералов. В качестве примера процесса планетного масштаба приводится кислородная революция 2,45 млрд лет назад, в результате которой активное окисление пород привело к всплеску окрашивания их в различные цвета, как например голубовато-зелёный у хризоколлы, тёмно-оранжевый у крокоита и кроваво-красный у родохрозита. Даётся представление о таких геологических понятиях, как магматизм, метаморфизм, пегматит, гидротермальный процесс, выветривание.
В нескольких галереях выставки демонстрируются более 5 тыс. образцов из 98 стран. Среди наиболее известных экспонатов: драгоценные камни звёздчатый сапфир «Звезда Индии» (563 карата, привезён из Шри-Ланки подарен музею Дж. П. Морганом), изумруд «Патриция» (632 карата, добыт на руднике Чивор в Колумбии в 1920 году), рубин Делонга (100 карат), топаз «Бразильская невеста» (21190 карат). Здесь также можно увидеть два аметистовых жеода высотой 2,7 и 3,6 м, лабрадорит массой 1392 кг и кристалл эльбаита высотой в 1 метр. Дирекция музея выставила напоказ альмандин под названием «Сабвэй» — гранат массой 4,3 кг, ранее хранившийся в запасниках почти 40 лет. Этот минерал был обнаружен на Манхэттене при строительстве канализации в 1885 году, незадолго до появления в этом месте линии метрополитена.

## Центр Земли и Космоса имени Роуз
Центр Роуз (англ. Rose Center), как обычно кратко называют Центр Земли и Космоса имени Фредерика Ф. и Сандры П. Роуз — это научно-образовательный комплекс на базе музея общей площадью 19230 м². Он включает в себя Планетарий Хейдена (состоит из Звёздного театра и Театра Большого взрыва), тропу «Космический путь», выставочные залы «Планета Земля» и «Вселенная», общественную террасу и шесть этажей вспомогательных помещений с классами для образовательных программ и офисами для отдела астрофизики. Назван именем меценатов, супружеской пары Роуз.

#### Планетарий Хейдена
Первый планетарий, названный в честь банкира и инвестора Чарльза Хейдена, функционировал в музее с 1935 по 1994 год. Несмотря на частые обновления оборудования, в первую очередь оптических проекторов компании Zeiss с новейшими спецэффектами, он в конце концов был признан устаревшим и вместе с окружавшим его кирпичным зданием разрушен. На его месте в 2000 году было построено новое здание в форме стеклянного куба по проекту Джеймса Полшека и Тодда Шлимана; в нём установлено 1800-тонное сферическое сооружение нового планетария, которое заняло центральное место в только что открытом Центре Роуз.
Сфера диаметром 27 м ярко освещается в тёмное время суток и внешне напоминает небесное тело, парящее над улицами города. Рядом с основной сферой подвешены ещё восемь меньшего диаметра, по числу планет солнечной системы.
В верхней половине сферы находится Звёздный театр с наклонным куполом, уникальным цифровым проектором Zeiss и высокотехнологичной проекционной системой, создающей реалистичное анимированное изображение космоса. Записанные тридцатиминутные шоу озвучиваются голливудскими актёрами — такими как Том Хэнкс и Вупи Голдберг, а также директором планетария Нилом Тайсоном. В нижней части сферы находится Театр Большого взрыва, в котором представлена программа, объясняющая происхождение вселенной.
Планетарий Хейдена реализует трёхмерный «Цифровой Атлас Вселенной» (англ. Digital Universe Atlas) — бесплатное программное обеспечение с открытым исходным кодом, демонстрирующее все известные галактики, звёзды, планеты и
их спутники в соответствующем масштабе и местоположении.

#### «Космический путь» имени Харриет и Роберта Хейлбрунн
От выхода из Театра Большого взрыва в срединной части сферы к её основанию, по спирали огибая планетарий, ведёт дорожка, которая называется «Космическим путём имени Харриет и Роберта Хейлбруннов» (англ. The Harriet and Robert Heilbrunn Cosmic Pathway). Длина дорожки 360 футов, при этом каждый фут, примерно соответствующий длине шага человека, по замыслу создателей символизирует чуть более 36 млн лет, что в сумме составляет 13 млрд лет — возраст вселенной от момента Большого взрыва. Боковые панели вдоль дорожки демонстрируют основные этапы эволюции Вселенной, Земли и жизни на ней. В частности, здесь обозначены формирование Млечного Пути, Солнца и Земли, первую жизнь на Земле, момент появления кислорода в океанах и эпоху динозавров. Эра человека толщиной в человеческий волос показана в конце пути. В качестве сопутствующих экспонатов представлены древнейший метеорит, образец земной каменной породы, трилобит, первое животное с глазами и окаменевший зуб плотоядного динозавра. Панели в начале пути намеренно оставлены пустыми.

#### Зал «Планета Земля» имени Дэвида и Рут Готтесман
Зал, начавший работу в 1999 году (ещё до того, как он стал частью Центра Роуз), рассказывает об истории Земли со времён её аккреции. Выставка разработана таким образом, чтобы ответить на пять ключевых вопросов. Как развивалась Земля? Почему существуют океанические впадины, континенты и горы? Как учёные классифицируют горные породы? Что оказывает влияние на формирование и изменение климата? Почему Земля пригодна для жизни?.
Музей организовал 28 экспедиций, которые собрали для выставки 74 тонны материала из различных районов мира, в том числе со склонов Везувия, Большого Каньона, Швейцарских Альп, из Австралии и Антарктиды. Здесь собраны 168 образцов различных горных пород, в том числе гранит, мрамор, песчаник, базальт, сланец, золото и платина из 25 стран мира, а также 11 полномасштабных моделей известных горных обнажений. Возраст самого древнего кристалла циркона из Австралии оценивается в 4,3 млрд лет — всего на 200 млн лет «моложе» самой планеты. Кристалл серы был подобран на склоне индонезийского вулкана Иджен в день извержения, когда потоки лавы только начали затвердевать.
На выставке можно увидеть ископаемый строматолит из пустыни Сахара в Мавритании и обломок каменной породы из Центрального парка Нью-Йорка. Среди необычных экспонатов — сульфиды, выделяющиеся из «чёрных курильщиков» на дне океана. Ледяной керн из Гренландии демонстрирует историю химического состава окружающей среды за последние 115 тыс. лет — с тех пор, как на этой территории сохранился снег.
В центре помещения под потолком большая полусфера глобуса с проецированными на ней данными метеорологических спутников, и амфитеатр на 30 мест. В северном конце помещения большой видеоэкран проецирует сцены извергающихся вулканов, разливающихся рек, гроз и движущихся ледников в сочетании со специально созданным звукорядом, названным «Звуками Земли» (англ. Sounds of the Earth). В 2018 году в зале появилась видеостена, состоящая из 36 55-дюймовых экранов высокой чёткости с презентацией общей картины изменения климата. Под экранами установлены информационные и интерактивные панели, представляющие данные NASA и NOAA.

#### Зал «Вселенная» имени Дороти и Льюиса Куллман
Зал площадью 650 м² открылся 19 февраля 2000 года, одновременно с Центром Роуз. В этом помещении исследуются фундаментальные вопросы астрофизики: как всё начиналось, как образовались галактики, звёзды и планеты, каковы предпосылки зарождения жизнь. Здесь осязаемые экспонаты по большей части заменены виртуальными интерпретациями галактических объектов и событий: кинетическими скульптурами, компьютерными симуляциями, вероятностными моделями. Среди исключений: 15,5-тонный метеорит Уилламетт, установленный для демонстрации столкновения с Землёй иноземного объекта.

## Центр Гилдера «Наука, образование и инновации»
Новая пристройка музея, открытая в мае 2023 года и названная Центром науки, образования и инноваций имени Ричарда Гилдера, была разработана архитектурным бюро Studio Gang и студией ландшафтной архитектуры Reed Hilderbrand. Выходящее на Коламбус-авеню семиэтажное здание (один из этажей находится ниже уровня земли) в архитектурном плане резко контрастирует с ранними постройками музея, в первую очередь своим криволинейным фасадом, проёмами и интерьерами.
В Центре Гилдера оборудованы выставочные галереи, посвящённые насекомым. В частности, здесь находится «Семейный инсектарий» имени Сьюзан и Питера Дж. Соломон, в котором можно увидеть колонию муравьёв-листорезов Atta cephalotes, модель улья с демонстрацией жизни медоносных пчёл, микроскопы с образцами тараканов и сверчков. Экспозиция рассказывает о роли насекомых в экосистемах, сельском хозяйстве и здоровье человека в качестве опылителей, распространителей семян, редуцентов, аэраторов почвы и т. д. Ещё одно помещение в Центре Гилдера отведено под вивариум «Сад бабочек» имени семьи Дэвис, где представлены около 80 видов живых бабочек, а также инкубатор по их выведению из куколок. Выставка под названием «Невидимые миры» представляет собой видео шоу явлений природы, незаметных для человека вследствие различных причин: микроскопических размеров, слишком медленных или быстрых для человеческого глаза, скрытых в глубинах океана и т. п.
Возле входа в Центр Гилдера со стороны улицы установлен скелет стегозавра возрастом около 150 млн лет по имени Apex, обнаруженный в 2022 году в Колорадо (формация Моррисон).

## Временные выставки
Наряду с постоянными экспозициями, музей организует временные и передвижные, посвящённые той или иной теме. Часть из них являются совместными с другими институтами: например, выставка «Драконы, единороги и русалки: мифические существа» была организована Американским музеем естественной истории в сотрудничестве с Филдовским музеем в Чикаго, Канадским музеем природы в Гатино, Австралийским национальным морским музеем в Сиднее и Музеем естественной истории Фернбанк в Атланте.

## Научная библиотека и учебный центр
Библиотека музея была основана тогда же, когда открылся музей — в 1869 году. С тех пор она превратилась в одну из крупнейших библиотек естествознания в мире, охватывающую весь спектр естественных наук, за исключением ботаники. Учреждение обслуживает и поддерживает работу научного персонала музея, учёных со всего мира, и предоставляет услуги всем заинтересованным лицам. Фонды включают в себя научные и цифровые коллекции, книги, периодические издания, произведения искусства, а также архивы музея.
В первые годы своего существования библиотека расширяла свои коллекции счёт даров: библиотеки Джона К. Джея по конхиологии, библиотеки Карсона Бревурта по рыбам и общей зоологии, библиотеки Даниэля Жиро Эллиота по орнитологии, библиотеки Генри Эдвардса по энтомологии, коллекции путевых заметок Хью Джуэтта и геологической коллекции Жюля Марку. В 1903—1905 годах фонды пополнились за счёт собраний сочинений Американского этнологического общества и Нью-Йоркской академии наук. В 1997 году обширная коллекция Ричарда С. Перкина по астрономии и астрофизике также была включена в фонды учреждения.
С мая 2023 года читальные залы учреждения, получившего название Научной библиотеки и учебного центра имени Дэвида С. и Рут Л. Готтесман, находятся на четвёртом этаже Центра Гилдера и открыты для публичного посещения.

## Образ музея в произведениях искусства
Дуглас Престон прежде всего известен как автор технотриллеров и ужастиков. Однако на заре своей писательской карьеры он работал в Американском музее естественной истории, где занимался редактированием колонки внутреннего издания. Первым произведением писателя стала книга «Dinosaurs in Attic» («Динозавры на чердаке», 1986), в которой он изложил некоторые документальные сюжеты из истории музея. В дальнейшем Престон в соавторстве с Линкольном Чайлдом написал триллер «Реликт» (1995), действие которого происходит в стенах музея.
В комедии «Ночь в музее» (2006) главный герой устраивается на работу в музей охранником и проводит там ночь в компании оживших экспонатов. По словам сотрудников музея, через 10 дней после выхода фильма на экраны его посещаемость выросла на 50 тыс. человек в день, или на 20 % по сравнению с тем же периодом годом ранее. Это не первый фильм, действие которого происходит в учреждении — до него он выступал фоном в фильмах «Люди в чёрном 2» (1997), «Найти Форрестера» (2000), «Кальмар и кит» (2005) и «Дьявол носит Prada» (2006), после него в фильмах «Дневники няни» (2007) и «Мир, полный чудес» (2017).

## Галерея
- Гнездо овираптора
- Диорама «Птицы Японии. Остров Хонсю, вид на Фудзияму»
- Диорама «Толсторог»
- Диорама «Равнина Серенгети»
- Музыкальные инструменты народов Африки
- Маски Соломоновых Островов
- В зале «Жизнь океана»
- Приготовление пищи в племенах Амазонии
- Школьные автобусы у стен музея
- Сапфир «Звезда Индии»
- Метеориты с Марса
- Ночной вид со стороны Центрального парка